# Вајт (Јужна Дакота)
Вајт (енгл. White) град је у америчкој савезној држави Јужна Дакота.

## Демографија
По попису из 2010. године број становника је 485, што је 45 (-8,5%) становника мање него 2000. године.
| Група             | 2000.       | 2010.       |
| Белци             | 516 (97,4%) | 476 (98,1%) |
| Афроамериканци    | 1 (0,2%)    | 0 (0,0%)    |
| Азијати           | 0 (0,0%)    | 4 (0,8%)    |
| Хиспаноамериканци | 7 (1,3%)    | 2 (0,4%)    |
| Укупно            | 530         | 485         |